# Both Miklós
Both Miklós (Budapest, 1981. június 3. – ) magyar zeneszerző, előadóművész, a Napra együttes énekese, gitárosa és zeneszerzője. A Rendhagyó Prímástalálkozó állandó szólistája. A Polyphony Project, ukrán zenefolklór kutatására alakult csoport alapítója, vezetője. Tekintélyes filmes adatbázist rögzített többek között Ukrajnában, Kínában, Oroszországban, Erdélyben, Iránban és Indiában. 2015 őszén megkapta az Öröm a Zene! – díjat, amelynek keretében az év zenészének választották, 2021-től a Hagyományok Háza főigazgatója.

## Pályafutása
Gitáron önállóan nyolcévesen kezdett tanulni. Az első időszakban figyelmét a rockzene kötötte le, de ez később fokozatosan a magyar népzene felé fordult. Huszonéves korában hegedűn is elkezdett tanulni és játszani. Zenélés mellett a Pázmány Péter Katolikus Egyetem esztétika–kommunikáció szakán tanult. 2020-tól PTE BTK Interdiszciplináris Doktori Iskola, Néprajz – Kulturális Antropológia Doktori Program hallgatója. A Vágtázó Halottkémek és Kárpát Möbiusz együttesekben játszott. A Barbaro együttessel való közreműködés után 2004-ben alapította meg a Naprát. A Naprának 2007-ben megjelent Jaj, a világ című bemutatkozó lemeze, amelynek producere Ben Mandelson volt, Fonogram díjat nyert.
2009-ben, Radnóti Miklós születésének 100. évfordulójára Gryllus Dániel, a Hangzó Helikon sorozat szerkesztője felkérésére készült a költő verseinek megzenésítését tartalmazó album. Az albumot a Budapesti Nemzetközi Könyvfesztiválon Budai-díjjal jutalmazták.
2010-ben szólistának kérték fel a Rendhagyó Prímástalálkozó formációba, amely még ebben az évben megjelentette első albumát. A Rendhagyó Prímástalálkozó című CD 2010. júliusban felkerült a Songlines Top of the World tízes listájába.
2011-ben egy nemzetközi roma integrációs projekt, a Cafés & Citizenry vezetője lett. Az Európai Unió által támogatott projekt, amelynek tagjai romániai, olaszországi és magyarországi zenészek, több országban tartott workshopokat és koncerteket. Ezt követően Both Miklós a World Music Expo (WOMEX) nyitógáláján Koppenhágában Magyarországot képviselte azzal az öt zenésszel, akikkel utóbb 2012-ben megalakította a Both Miklós Folkside projektet. A zenekar tagjai Lukács Miklós – cimbalom, Szokolay Dongó Balázs – fúvós, Dés András – ütőhangszerek és Novák Csaba – bőgő. A Both Miklós Folkside első albuma Csillagfészek címen 2013-ban jelent meg.
2014 februárjában Kínába utazott Jünnan térségébe az ottani zenéket tanulmányozni, ahol felvette az ott eltöltött négy hónap alatt a Kínai utazólemezét, amely minden szempontból formabontó albumnak számít. A lemez az ihletett dalokon túl elemelkedik a pusztán esztétikai szempontoktól, és megjelenik egy ennél nagyobb ívet átfogó gondolat. A Kínában töltött idő folyamán megismert több tucat zenésztől származó dalokat dolgozta át és rögzítették. A lemezen hallható jünnani földművestől egészen a kortárs zenei élet kiemelkedő élőadóiig sok mindenki. A Both Miklós fotóival és naplójával dokumentált lemezt 2014 októberében nagy sikerrel mutatták be a Millenáris Teátrumban a Café Budapest rendezésében. Még ebben az évben készíti a MTVA-ban bemutatott nagy sikerű alternatív tehetségkereső műsorát, a Palimo Storyt. Egy kis stábbal találomra végigjárták Magyarország leszakadó részeit, zenészek után kutatva. A sorozaton keresztül egy egészen izgalmas világ tárul elénk, és valóban sikerül az országunkat egy teljesen más oldaláról megismernünk. Ez év nyarán megjelenik a Both Miklós és a Palimo Story lemeze.
2016-ban bekerült a Duna A Dal című eurovíziós nemzeti dalválasztó show zsűrijébe, melybe 2017-ben, 2018-ban és 2019-ben is meghívást kap zsűriként. Ez évben még az Ördögkatlan Fesztivál díszvendége, Udvaros Dorottyával és Kovács Gerzson Péterrel egyetemben. A fesztiválon saját udvara van, ahová három közép-ukrajnai faluból hoz énekeseket.
2014 őszén jár először Ukrajnában, ahol öt faluban rögzít népdalokat. Ez az utazás meghatározónak számít életében; innentől kezdve évente többször is utazik az országba, hogy egy folklóradatbázist építsen ki. A kezdeti években egyedül dolgozik, de sokan felfigyelnek a munkájára Ukrajnában, és egyre több ember csatlakozik hozzá. A gyűjtések egyre komolyabb technikai igénnyel készülnek.
2017-ben a Fidelio magazin KULT50 keretén belül a magyar kultúra 50 legmeghatározóbb személye közé választja.
2017-ben megnyerik az Európai Unió Creative Europe támogatását, mely pályázatnak a megálmodója és az elinduló Polyphony Projekt alapítója és vezetője. Ennek kapcsán kerül partnerségbe a kijevi Ivan Honchar múzeummal.
2018 májusában publikálják a négy év alatt készült felvételeket egy tudományos igénnyel feldolgozott online adatbázisban, amelyre a világ minden pontján felfigyeltek és nagy érdeklődést váltott ki. Az érdeklődés intenzitását mutatja, hogy a megnyitón beszédet mondott az ukrán kulturális miniszter, az Európai Unió ukrajnai képviseletének vezetője, az ukrajnai magyar nagykövet, illetve számos ukrán és magyar kutató.
2018 derekán már közel 130 faluban rögzítettek zenéket, táncokat, interjúkat, dokumentumfilmeket; az adatbázis ekkor már megközelítőleg 4000 dalt tartalmaz.
2018-ban munkájáért megkapja a Magyar Arany Érdemkeresztet.
2018-as WOMEX-en beválasztották a konferencia programjába, ahol Simon Broughtonnal közös beszélgetésben mutatkozott be a Polyphony Project. A bemutatkozó sikerét jelzi, hogy nagy nemzetközi figyelmet kapott a működésük.
2019 folyamán készült fontosabb sajtómegjelenések: a BBC Music Matters, BBC News, Songlines Magazin, Radio France, France Musique, Norvég Állami Rádió (NRK), Atlas Obscura, VAROSH, Espreso TV, Suspilne Oko, Kyiv Post, Sho Tam Index.hu Nagykép, HVG,
2019-es Budapest International Documentary Festival (BIDF) zsűritagja
2019-ben projektvezetője az ethiofolk.com etióp népzenei és néptánc archívum létrehozásának munkájában, mely projekt keretében a Polyphony Project Nkft. az MTA BTK Zenetudományi Intézettel és etióp szakemberekkel együttműködve, a Martin György és Sárosi Bálint által 1965-ben Etiópiában rögzített, és a Zenetudományi Intézetben őrzött gyűjtemény digitalizációját, feldolgozását, rendszerezését (adatbázisba rendezését) végezte el.
2019-es European Institute of Innovation and Technology (EIT) konferenciáján előadott a Why culture? How can art and creativity spur growth and innovation in Europe? panelbeszélgetésen.
2019-ben megjelent European Music Council éves kiadványában kérték fel egy publikációra. Bolya Mátyással közösen jegyzet anyag Polyphony Project: A Complex Framework for Musical Folklore Collection címen jelent meg.
2020-ban a bajor közszolgálati rádió (Bayerischer Rundfunk) Eine neue Generation von Field Recordings címmel egyórás riportban foglalkozik a Polyphony Project munkájával.
2019 ősze és 2021 tavasza között zajló Folk_ME – Folk Music Education for Future Generations elnevezésű Erasmus+ program projektvezetője, melynek célja, hogy a 21. századi – részben már használatban lévő, részben újonnan kifejlesztett – technológiákat a zenei oktatásba integrálja. A projekt keretében létrejövő innovatív, középiskolai népzeneoktatást segítő weboldal a finn Sibelius Academy, az ukrán Lviv National Musical Academy named after Mykola Lysenko és az MTA BTK Zenetudományi Intézet szakembereivel együttműködve kerül kidolgozásra.
2021. november 20-tól a Hagyományok Háza főigazgatója.
Az Európai Parlament a Polyphony Project eredményeiért 2022-ben Both Miklósnak ítélte a European Citizen’s Prize-t.

## Diszkográfia
- Tisztelgés az Illés zenekar előtt – Amikor én még kissrác voltam, 2005
- Barbaro – Barbaro III, 2006
- Berkó zenekar, Berkó 2007
- Jaj, a világ!, Napra 2007
- Both Miklós – Radnóti, Hangzó Helikon 2009
- Blind Myself: Budapest, 7fok, eső, 2009
- Rendhagyó Prímástalálkozó, I. 2010
- Cseh Tamás emléklemez – Eszembe jutottál, 2010
- Holdvilágos, Napra 2010
- The Twist: Live Through The Cool, 2011
- Naiv, Napra 2012 (EP)
- Gryllus Dániel – A teljesség felé DVD, 2013
- Csillagfészek, Both Miklós Folkside 2013
- Rendhagyó Prímástalálkozó: II. 2013
- Both Miklós és a Palimo Story, Fonó Records, 2014
- Kínai utazólemez, Gryllus, 2014
- Hej, Kapolcsról fúj a szél – vagány népdalok a Kaláka Versudvarból 2018
- Nana Vortex – Aranylemez 2018

## Díjak, elismerések
- Fonogram díj, legjobb világzenei album (2008)
- Budai-díj (2009)
- Fonogram díj, legjobb világzenei album (2011)
- Fonogram díj, legjobb világzenei album (jelölés, 2014)
- Fonogram díj, legjobb világzenei album (dupla jelölés, 2015)[74]
- Az év zenésze (2015)
- Magyar Arany Érdemkereszt (2018)[75]
- European Citizen’s Prize - Európai Parlament díja (2022)[76]